# فلوريد البزموت الثلاثي
  فلوريد البزموت الثلاثي  أو ثلاثي فلوريد البزموت مركب كيميائي له الصيغة BiF3 ، ويكون على شكل بلورات بيضاء رمادية.

## الخواص
يوجد نمطان للبنية البلورية لمركب فلوريد البزموت. للنمط ألفا α-BiF3 بنية مكعبة، لها رمز بيرسون cF16، والمجموعة الفراغية لها Fm-3m.
أما النمط بيتا β-BiF3 فله بنية مشابهة لبنية فلوريد الإتريوم الثلاثي، حيث تكون لذرة البزموت موجودة في مركز موشور مثلت، مشوه (غير منتظم)، ثلاثي المحاور، تساعي التساند.
تعد هذه البنية عادة ذات طبيعة أيونية، وهذا يخالف باقي فلوريدات عناصر المجموعة الخامسة عشر في الجدول الدوري، وهي ثلاثي فلوريد الفوسفور، وثلاثي فلوريد الزرنيخ، وثلاثي فلوريد الأنتيموان، والتي تكون الوحدة الجزيئية لها من النمط MX3.

## التحضير
يحضر مركب ثلاثي فلوريد البزموت من تفاعل أكسيد البزموت الثلاثي مع حمض هيدروفلوريك حسب المعادلة:
Bi2O3 + 6HF → BiF3  + 3H2O
كما يمكن التحضير عن طريق هيدروكسيد البزموت 
Bi(OH)3 + 3HF → BiF3 + 3H2O